# النافارية العليا
النافارية العليا هي لهجة اللغة الباسكية التي يتم التكلم بها في نافارا وهي منطقة لجالية في إسبانيا. 
تقع هذه اللهجة في المنزلة الثانية لغوياً مع القشتالية (أي الإسبانية) في المنطقة.
تنقسم نافارية كولدو زوازو ( Koldo Zuazo Navarrese ) إلى لهجتين، شرقية و غربية، لا علاقة بينهما سوى أن أصلهما هي الكيبوزكوانية (Gipuzkoan).